# 율도항 (남해군)
율도항(栗島港)은 경상남도 남해군 창선면 율도리, 율도마을 인근에 있는 어항이다. 2002년 8월 6일 어촌정주어항으로 지정하여 관리하고 있다. 시설관리자는 남해군수이다.

## 어항 연혁
- 마을앞이 있는 섬이 밤 같은 모양을 하였다 하여 밤섬 즉 율도(栗島)라 불리고 있다.

## 어항 시설
- 선착장 L=227m, B=5m, 물량장 L=100m, B=20m

## 주요 어종
- 도다리, 노래미, 바지락, 볼락 등